# Plocoglottis dilatata
Plocoglottis dilatata är en orkidéart som beskrevs av Carl Ludwig von Blume. Plocoglottis dilatata ingår i släktet Plocoglottis och familjen orkidéer. Inga underarter finns listade i Catalogue of Life.